# 南のりか
南 のりか（みなみ のりか、1994年2月25日  - ）は、日本のAV女優である。ディクレア（Declare Promotion）所属。東京都出身。別名、真野エリ（まの えり）、中嶋涼（なかじま りょう）、星野ゆめか（ほしの ゆめか）、いろはまりん、さゆり、細谷麻里亜 他　名義でも活動。

## 略歴
- 2013年10月に、19歳で「真野エリ」、「南のりか」名義でAVデビュー[1]。デビュー作は、カルマのウラ美少女シリーズ[2][3]。
- 2015年末からは撮影会等で「中嶋涼」名義でも活動をしている[4]。
- 2017年からは「星野ゆめか」、「いろはまりん」、一部で「細谷麻里亜」、「さゆり」、「Yumeno」名義でも活動している。撮影会や一部作品等では「いろは」名義でも活動している[4]。

## 人物
- デビュー作の作品タイトルになっているように、AV女優デビュー以前には映画などの女優やその他モデル等、芸能活動を行っていた。
- AV女優デビュー前はラジオ番組のパーソナリティも務めていた[5]。
- 通常の芸能活動と共に風俗での仕事も行っており、AVデビュー前は自身が働いていた風俗店でのNo.1風俗嬢であったが、そこでの何度にもわたるスカウトによりAV女優デビューをした[4]。
- 銀座でホステスの仕事をしていことがある[6]。
- 誕生日に関しては、1994年の生まれ年は変わらないが、2月28日と記述されているものも多い。また他に1月28日と記述されているものも一部存在する[7]。しかし本人のTwitterでは2月25日が誕生日だという発言（ツイート）があった。
- ロリ系、妹系、貧乳系であり、スタイルはガリガリと言ってもいいほどの細いスレンダー体型の女優である[要出典]。
- 作品内での役柄は主に女子高生、美少女、人妻等を演じている。
- Twitterによると、身長158cmという普通身長ながら、体重がわずか35〜36kgになってしまった時期があったようだが、これは決して拒食症や食べることが好きではないというわけではなく、この低体重やガリガリ体型の理由、原因はあくまで、処方されて服用している持病の薬の副作用でのことであるようである[4]。本人自身は食べることがとても大好きなようで、ブログやTwitterでは自身の食事シーンや食べ物の画像がよくアップされており、食べ物（グルメ）系内容の記事を書くことが一番といっていいほどとても多い。本人は頑張って体重を増やして太らなければという宣言をしていた[4]。尚、2017年の撮影会でのプロフィールでは、スリーサイズがB83、W57、H82になり多少ではあるがサイズが増えているが、身長は1cm低くなっている。
- 永遠の悩みは「貧乳すぎてつらいこと」である[8]。
- 初めて彼氏が出来た初恋は中学1年生の頃で同じクラスの同級生男子であったとブログにて発言しているが[9]、しかしデビュー作では、初めて彼氏が出来たのは16歳の頃で、年上好きなため当時33歳の彼氏であり、その年上彼氏がファーストキスと初体験の相手だったと答えている[5]。
- 趣味はパステル画であり、ボートの上で絵を描くことが好きである[4][10]。
- ブログやTwitterによると、お笑い好きであり、よくいろいろなお笑いライブにも行っている[11][12][13][14]。
- 中学生時代は、香川県の寮生活の中学校に通っていた[15]。中学生の頃から不登校であったが[9][16]、2013年秋頃アロマテラピーの学校へ通っていた[14][17]。
- デビュー当時、AV女優の仕事だけではなく、同時に普通のアルバイトも行っていた[18][19]。
- 本人は、「のんちゃん」という愛称で呼んでほしいらしく[20][21]、ブログやTwitterでの一人称も「のん」であった。尚、2013年当時のマネージャーからは、「のんち」と呼ばれていた[22]。

## エピソード
- 2013年10月のデビュー約1か月半前には撮影会を行った[23][24]。
- デビュー作は、真野エリ直履きTバック生パンティーとサイン入りのおっぱい＆手ブラ（セミヌード）チェキの特典付き（数量限定）の作品であった[3][25][26]。
- デビュー作発売直前には真野エリとしてニコ生にて顔出し出演放送をした[27]。
- デビュー作発売日から同月に4作連続で単体作品が発売されたが、3作目までは別名作品であり、「南のりか」という正式な名前が使われたのは4作目の作品からであった[28]。
- デビュー作が別名名義作品であることは、当初はブログやTwitter等で一切告知はできていなかった。しかし、真野エリとは同一人物ですよねというファンからのブログコメント等が多数寄せられるようになり、初めのうちはその質問には事情により答えられないとしていたが、その後改めてデビュー作が別名作品であることをブログにて正式発表した[1]。
- 2作目の「すみれ」名義、他の別名作品も存在することをTwitterのリツイートで告知した[4]。
- ブログやTwitterに、セーラー服やブレザーでの女子中高生制服姿、OL制服姿、ナース服姿、メイド服姿等の、撮影時の様々な衣装での写真のみをUPしてはあるが[29][30][31]、公表することのできない素人物作品や未公表の他の別名名義での作品という事情により、ファンに作品名を尋ねられても、作品名を告知発表することができなかった別名作品が多数存在している[4]。
- 複数のブログと複数のTwitterを開設していたが、2020年現在はSNSはどれも全て更新終了している。
- ATOMの撮影現場にて、配られた弁当に「みなみのりか」と、平仮名のみで名前を書いた際、メイクスタッフに、「みなみ のりか」と読むのではなくて「みなみの りか」だと名前と名字を区切るところを勘違いされてしまったという経験エピソードがある。これは実際に熟女系女優で「南野リカ」という名前の女優もいるためである[32]。彼女とは所属事務所やデビュー時期も異なり、年齢も20歳ほども離れている全くの別人だが、ごくたまに混同される。
- 別名である真野エリという名前は、決して、愛称が「まのえり」で知られている元ハロー!プロジェクトメンバーの真野恵里菜の激似作品だというわけではない。しかしその名前から激似作品だと勘違いされ、全然似てない等Twitterで批判された際、激似作品ではないと一切言わず弁解せず、素直に自ら謝罪リプライを行いにいっていた。

## 出演作品

### アダルトDVD・配信動画
2013年
- ウラ美少女 芸能人 Premier 映画 ポ●ノ女●高●出演女優　真野エリ AV debut（10月7日、カルマ/ウラ美少女）（デビュー作）※「真野エリ」名義
- 幼膣破壊 家出少女ボコボコ輪姦1 リストカット中毒ガリガリ少女編　すみれ 中2（nakani）（10月11日、First Star/幼獄）※「すみれ」名義
- 昨年度まで女子高だった高校に入学したら男子生徒は僕たった1人…無理やり入れられた美術部で全裸でモデルをさせられる。（10月13日、カルマ）他出演:愛代さやか、大桃りさ、中居ちはる、秋月夕奈、安達まどか
- 衝撃スクープ撮！両手骨折している若い入院患者の朝の検温時に朝立ちフル勃起チンポを目撃した年上お姉さん看護婦は興奮し欲情する。（10月13日、カルマ）他出演:大桃りさ、愛代さやか、安達まどか、秋月夕奈、中居ちはる
- 父親の面影を見る幼女（10月19日、プラネットプラス）
- 細マッチョ貧弱ボディー 超極太埋没アクメ凌辱激アヌス　南のりか（10月19日、CROSS）
- Dynamite Channel Gals Vol.94 （10月29日、ダイナマイトチャンネル）他出演:遠藤あいこ、希咲あや、佐伯朋美、御嬢ひばり、鈴鹿、蒔隅めり、池咲恵
- 「女性下着開発部門」に配属されたら男子社員は僕たった1人…先輩お姉さまOLたちに毎日ドぎつい逆セクハラを受けている。（11月13日、カルマ）他出演:希咲あや　他
- 都内某コンビニエンスストア店長撮影 万引きしたOLに肉体的制裁を加える映像 「会社の方に知られたくなかったら…わかるよねぇ？」 抵抗虚しく強制中出しされてしまう美人OLたち 4（11月13日、カルマ）他出演:野口まりや　他
- ウラ美少女 2013年度 芸能人BESTセレクション 8時間総集編（12月7日、カルマ）※「真野エリ」名義　他出演:入山すみれ、島崎りか、生駒茉夏、佐倉あんな、植田彩、鏡涼子、篠田涼花
- Hなお姉さんOL 妄想パンチラコレクション（12月13日、カルマ）他出演:青山真希、中居ちはる、朝倉ことみ　他
- 都内某有名デパート女性下着売り場 潜入 ブラジャー試着室盗撮（12月13日、カルマ）他出演:椎名みずほ、杉並さき、希咲あや、美緒みくる、佐伯ひなた
- 高校時代いじめられていた僕は…ひたすら猛勉強！ 勉強の甲斐があって有名大学に入学！ 卒業後とあるメガバンクに就職して、融資課長となり零細企業への融資をエサに美人妻と娘の身体を好き勝手に弄んでいる。（12月13日、カルマ）※「のりか」名義　共演:青山真希　他

2014年
- 美少女JKがエロ～いポーズで惜しげもなくおまんこご開帳であなたがオナニーしやすいように誘惑してくる動画（1月13日、カルマ）他出演:あずみ恋、大桃りさ、桂木ゆに、中居ちはる、大塚まゆ　他
- デカチン？メガチン？テラチンポ中出しSEX　Part.3 業界最大級20センチ超の「テラチン」に女の子も驚愕！唖然！（1月13日、カルマ）他出演:青山真希　他
- 訪問女性 監禁調教ワンルーム ～僕の自宅に来た女性（家電修理、古本買い取り、家政婦、ラーメン出前）を監禁して性的調教をした一部始終 ～（1月23日、ATOM）共演:沙藤ユリ、星崎亜耶、西園寺れお
- 湯上り温泉ノーブラ卓球盗撮（2月13日、カルマ）他出演:沙藤ユリ 他
- 衝撃流出動画！病院内集団痴漢 入院患者たちに弄ばれる美人看護師（2月13日、カルマ）
- 東京JK盗撮天国 女子高生の太ももパンチラ（2月13日、カルマ）他出演:青山真希　他
- 老人ホーム 面会にやって来た息子の嫁を薬物で昏睡させ拘束 抵抗虚しく犯される映像2 「お義父さん、やめて下さい！嫌ッ！中で…中では出さないで！！」（3月13日、カルマ）
- 東京○の内オフィス街 委託清掃員によるOL更衣室 高画質 盗撮動画（3月13日、カルマ）
- 有名お嬢様女子校F潜入 高画質 トイレ盗撮動画（3月13日、カルマ）
- 関西圏某老舗旅館 修学旅行のお風呂場 美少女 盗撮（4月13日、カルマ）
- 衝撃流出！中○生修学旅行集団夜這いレイプ 同級生の寝ているすぐ横で犯される動画（4月13日、カルマ）
- 東京五反田発 人妻風俗面接盗撮 「あぁ…店長さんの…す、凄い…」（4月13日、カルマ）
- Hな看護師さんの夜這いフェラチオ動画 「どぉ？気持ちイイ？2人だけのヒミツだよ。」（4月13日、カルマ）他出演:遠藤あいこ、安達まどか、鈴木ありす、後藤麻友 他
- 肛門交尾6本番（4月19日、CROSS）他出演:美咲結衣、島崎りか
- ロリコン学校医の女子中○生わいせつ身体測定盗撮（5月13日、カルマ）
- 悪徳エロ医師盗撮 白目を剥いてびくんびくん痙攣しながらイキまくる女子高生わいせつ産婦人科検診（5月13日、カルマ）他出演:野口まりや　他
- 最高にエロい絶頂アヘ面エクスタシーを収録できた本番10連発4時間（5月19日、CROSS）他出演:成宮ルリ、新井エリー、倉科つばめ、美咲結衣、春日もな、島崎りか
- ヌキどころ一気に見せます！ KARMA総集編 vol.18（6月13日、カルマ）他多数出演
- ケツ穴めくれ返り悶絶交尾！極太ブッ込みドテクリ肉ド拡張アクメ！ぬるぬるオメ肉超ナマ中出し！激ヤバ全盛り8時間（6月19日、CROSS） 他出演:原千草、新井エリー、成宮ルリ、百合川さら、春日もな、小西まりえ、保坂えり、水樹りさ、黒川ゆら、美咲結衣、島崎りか、倉科つばめ
- KARMA THE BEST OF 僕は… 長期入院中の患者、時を止める超能力者、科学者、メガバンク銀行員、男性保育士　エロ～い事てんこ盛りSP 永久保存版 た～っぷり8時間100人収録（7月13日、カルマ）他多数出演
- 芸能人ガチSEX！乱交SEX！1 真野エリ（8月11日）※「真野エリ」名義
- 芸能人ガチSEX！乱交SEX！2 真野エリ（8月12日）※「真野エリ」名義
- ついに顔出し解禁！盗撮された女312人の記録映像（9月13日、カルマ）他多数出演
- クソ爺ぃに犯される美人妻の記録 8時間被害者100人収録（9月13日、カルマ）他多数出演
- 厳選！許されざる人妻との悦楽中出しセックス8時間106人の記録 【KARMA10周年総力編集】（11月13日、カルマ）他多数出演
- 幼膣破壊 援交少女ボコボコ Special編（11月14日、幼獄）※「すみれ」名義　他出演:並木つかさ、桐原さとみ
- ヌキどころ一気に見せます！KARMA総集編 vol.19（12月13日、カルマ）他多数出演

2015年
- コンビニエンスストア店長隠撮 万引き女中出し折檻動画 480分109人の記録（4月13日、カルマ）
- 衝撃流出！女子学生集団夜這いレ×プ動画 被害者106人の記録8時間（9月13日、カルマ）

2016年
- 相席居酒屋で店員にバレないようにナンパしたママ友を酔わせてコンドームがないから中出しセックスした話 こんなはずじゃ！まさかのママ友同士でエッチなことに発展しちゃうとは！？（10月25日、熟女はつらいよ）
- 東京目黒鍼灸整体院 四つんばいの奥さん患者に固定バイブ！拒否するも激濡れ！更にチンチンを挿入！自ら腰を振ってイキまくった話（11月19日、熟女はつらいよ）
- 私、40代の普通のサラリーマンですが、何か？実録！平日の昼間にオイルマッサージ店で働く奥さんと施術ルームでこっそりセックスすることに成功できた話「奥さんの魅力のせいでこんなに大きくなってしまいましたよ、このままだと困っちゃいますよ」（12月19日、熟女はつらいよ）※「いろは」名義　

2017年
- ひとり暮らしの女の子のお部屋拝見！！ ～他人にオナニー見せるのはじめて～　いろはまりん（1月14日、天然むすめ）※「いろはまりん」名義
- お父さん、やめてよ…家庭訪問に来た担任の先生を極道の父が強姦！DQN親父の真珠入りチ○ポでヒィヒィ言わされていた話　父を制止することもできずに隣の部屋で大好きだった先生が強姦されているのをただ静観していたボク（2月1日、熟女はつらいよ）
- お口の中に3発以上のザーメンを入れて池袋・秋葉原・中野を野外散歩！頬袋でぐちゅぐちゅ泡立つザーメン！街中で大きく羞恥開口！舌上の精子を味わいながら、最後は人前でごっくん！ （2月16日、新中野小劇場）※「いろは」名義　共演:水城りの、柑南るか、最上晶、美咲かのん
- 女湯⇔男湯のれんをイタズラされた？！えっ！ここ女湯！？大ピンチ！メッチャ見えてるやんけ！フル勃起！いやいやそんなボク覗きじゃないです！奥さんたちにみつかって突き出されるはずが？！「いやいや何かの間違えです！」奥さんたち「はぁぁ？タオルで隠しているのは？」（2月25日、熟女はつらいよ）
- 熱狂ファンたちはトイレ個室で余韻に浸る！ 高感度カメラ盗撮映像　アイドルグループライブ会場トイレでオナニーする奥さんたち（4月19日、熟女はつらいよ）他出演:塚田詩織、希咲あや、柳あきら　他
- ちんぽ大好き即尺おしゃぶり ～細身のカラダに美乳が魅力の制服美女～　いろはまりん（4月21日、一本道）※「いろはまりん」名義
- 恋オチ ～ロリロリまりんちゃんの恋～　いろはまりん（5月6日、カリビアンコム）※「いろはまりん」名義
- NTRシリーズ 粗チンなボクとデカチンDQN先輩に彼女は…DQN先輩に「おまえと彼女のSEX覗かせろ！」覗き見していた先輩が僕なんかより圧倒的なデカチン18cmを出して乱入！目の前で中出しされた話（5月19日、熟女はつらいよ）
- 餌食珍道中 Vol.1460 餌食牝　細谷麻里亜（5月22日、Tokyo-Hot）※「細谷麻里亜」名義
- 愛の絆を築きまSHOW！！　いろはまりん（6月4日、HEYZO）※「いろはまりん」名義
- ターゲットにうちの妻も！「うちの妻が！」町内会のBBQで町の奥さんが酔わされて全員やられていた動画ファイル 2（7月19日、熟女はつらいよ）他出演:小野麻里亜
- 天然むすめ 2631 素人むすめ Best30 Part.1（8月10日、天然むすめ）※「いろはまりん」名義　他出演:三咲ひとみ、広瀬みづき、戸田くれあ、桐山あかり、沢村みれい、相沢れいか、荒木まい、高野桃子、浅倉のどか
- 天然むすめ　ねぇ～これに着換えてよ　～ガーターベルト＆セクシーなランジェリー～　いろはまりん（8月12日、天然むすめ）※「いろはまりん」名義
- 学校教師リアルレポート 深夜まで残業で居残り職員室に美人先生と二人きり「お酒でも飲んでいいんちゃいます？」酔わせて校長室でめちゃくちゃセックスした話 P.Sこの状況と背徳感から美人先生にハンパなく勃起したボクは我慢できなくて精子を中出ししてしまいました！←秘密（9月7日、熟女はつらいよ）他出演:小野麻里亜、加納綾子
- 天然むすめ　永久保存版！～未公開映像～ いろはまりん(22) 音坂奏(19) 田中梨絵(28) （9月19日、天然むすめ）※「いろはまりん」名義　他出演:音坂奏、田中梨絵
- た・す・け・て 産婦人科検診で眠ってしまった私、起きると拘束され股間に固定バイブが刺さっている！そして医師に散々バイブで遊ばれペニスを挿入され中出しされました。（9月19日、熟女はつらいよ）他出演:加納綾子、小野麻里亜
- 明るくてスレンダーな、名器の就活生のさゆりちゃんに中出し！（10月6日、FC2動画）※「さゆり」名義
- AVDebut 新宿区在住現役美術講師。学生時代は地味で目立たなかったと話すセレブで幸せな人妻は何故アダルトビデオに出演するのか　星野ゆめか　31歳（10月6日、プレステージ）※「星野ゆめか」名義※「星野ゆめか」名義
- 彼氏が外出中にこっそり彼女をお借りします　星野ゆめか（10月31日、HEYZO）※「星野ゆめか」名義
- おもらし　スレンダー美女　いろはまりん（11月16日、一本道）※「いろはまりん」名義
- ノンストップ！！アクメ天国～ズッポリ挿れて！～  星野ゆめか（12月5日、HEYZO）※「星野ゆめか」名義
- ときめき ～清純だけど本当はエッチな俺の彼女～　いろはまりん（12月7日、一本道）※「いろはまりん」名義
- 綺麗な瞳をしている、スレンダーでエロ可愛い女子大生のさゆりちゃんに中出し！（12月15日、FC2動画）※「さゆり」名義

2018年
- マンコ図鑑 ～これがカリビの醍醐味だ！2017蔵出しマンコ～（1月2日、カリビアンコム）※「いろはまりん」名義　他出演:加藤えま、三橋杏奈、 花城あゆ、蒼井さくら、白瀬ここね、宮野すず、水島にな
- 【個人撮影】真面目でスレンダーな可愛いさゆりちゃんに、フェラからの口内発射！【妄想動画】（1月22日、FC2動画）※「さゆり」名義
- Yumeno (大手保険会社電話相談窓口担当)（1月26日、俺の素人）※「Yumeno」名義
- ラグジュOL ランチタイムにAV出演する働くオンナたち　VOL.005（3月9日、ケイ・エム・プロデュース）※「Yumeno」名義　共演:An、Riho、Madoka（仁美まどか、星川凛々花）
- THE SIX SEX V　～本能むき出し！6人の女たち～ （5月18日、カリビアンコムプレミアム）※「星野ゆめか」名義　他出演:小向美奈子、 君島アンナ、上原茉咲、杏、折原ほのか
- ラグジュOL ランチタイムにAV出演する働くオンナたち Memorial Complete Best 20人4時間（10月26日、ケイ・エム・プロデュース）※「Yumeno」名義　他出演:Miyu、Arisa、Minami、Yuna、Moa、Miki、Ayane、Aya、Aya、Haruna、Haruna、Mizuki、Yurina、kaho、Satsuki、Aoi、An、Madoka、Riho

2019年
- 新卒採用記録 No.035 さゆり【個人撮影】（2月23日、Tokyo-Hot）※「平井さゆり」名義
- 新卒採用記録 No.097 さゆり PART2【個人撮影】（9月8日、Tokyo-Hot）※「平井さゆり」名義

2020年
- 恋オチ　いろはまりん 朝比奈みなみ（1月10日、スタジオテリヤキ）※「いろはまりん」名義　他出演:朝比奈みなみ
- 新卒採用記録 No.150 まな さゆり なお フェラチオ試験 PART10【個人撮影】（2月16日、Tokyo-Hot）※「平井さゆり」名義
- Quartet 我慢できないエッチな娘たち（10月15日、HEYZO）※「いろはまりん」名義　他出演:麻生希、 姫川ゆうな、咲乃柑菜

他多数作品

### 映画
- ポルノ女子高生（2013年、さそり監督） 主演
  - 後に改題され、「ケムール博士」として2015年10月に劇場で公開された。

## 出演

### インターネット放送
- ニコニコ生放送（ニコニコ動画）
- ダイナマイトチャンネル[7][37]